# 無為信
無為信（むいしん、文治2年（1186年）- 文永元年10月23日（1264年11月20日））は、鎌倉時代の僧。親鸞の高弟である二十四輩の一人。

## 概要
無為信寺の寺伝では、無為信は武田信義の子・信勝であったとされる。会津の柳津の生まれで、常陸国稲田に逗留していた親鸞を訪れ、帰依して門弟となり、無為信（または無為子）の名を与えられた。親鸞が京都に帰った後は奥州に布教し、仙台の称念寺や会津の無為信寺（のち新潟県に再興）などを創建した。文永元年10月23日（1264年11月20日）、79歳で死去。